# Wardle Entrance
Wardle Entrance ist eine Meerenge in der Gruppe der Pitt-Inseln im Archipel der westantarktischen Biscoe-Inseln. Sie bildet die Einfahrt vom Grandidier-Kanal zum Johannessen Harbour und trennt Snodgrass Island von Weller Island. 
Der Falkland Islands Dependencies Survey kartierte sie anhand von Luftaufnahmen der Hunting Aerosurveys Ltd. aus dem Jahr 1956. Das UK Antarctic Place-Names Committee benannte sie 1959 nach Mr. Wardle, einer Figur aus dem Fortsetzungsroman Die Pickwickier (1836–1837) des britischen Schriftstellers Charles Dickens.